# Reinhold Ranftl
Reinhold Ranftl (ur. 24 stycznia 1992 w Feldbach) – austriacki piłkarz występujący na pozycji pomocnika w niemieckim klubie Schalke 04 oraz w reprezentacji Austrii. Wychowanek SVU Kapfenstein, w trakcie swojej kariery grał także w takich zespołach, jak Sturm Graz, TSV Hartberg, Wiener Neustädter oraz LASK.